# Zemský okres Neckar-Odenwald
Zemský okres Neckar-Odenwald (německy Neckar-Odenwald-Kreis) je zemský okres v německé spolkové zemi Bádensko-Württembersko, ve vládním obvodu Karlsruhe. Sídlem správy zemského okresu je město Mosbach. Má přibližně 144 tisíc obyvatel. 

## Města a obce
Města:
1. Adelsheim
2. Buchen
3. Mosbach
4. Osterburken
5. Ravenstein
6. Walldürn

Obce:
1. Aglasterhausen
2. Billigheim
3. Binau
4. Elztal
5. Fahrenbach
6. Hardheim
7. Haßmersheim
8. Höpfingen
9. Hüffenhardt
10. Limbach
11. Mudau
12. Neckargerach
13. Neckarzimmern
14. Neunkirchen
15. Obrigheim
16. Rosenberg
17. Schefflenz
18. Schwarzach
19. Seckach
20. Waldbrunn
21. Zwingenberg